# 長峯基
長峯 基（ながみね もとい、1941年2月11日 - ）は、日本の政治家。元参議院議員（1期）。宮崎県都城市出身。現参議院議員・元都城市長の長峯誠は長男。

## 概要
1965年に福岡大学薬学部を卒業、山之内製薬に入社する。 1979年に宮崎県議会議員に初当選。以後4期を務める。1990年には宮崎県議会副議長に就任。
1995年7月、第17回参議院議員通常選挙に自由民主党公認で宮崎県選挙区より出馬し初当選。総理府総括政務次官などを歴任。
2001年7月の第19回参議院議員通常選挙では、自民党宮崎県連幹部による投票の結果自民党の公認を得られず無所属で出馬。自民党公認の小斉平敏文に敗れる。
2004年7月の第20回参議院議員通常選挙では自民党公認候補である上杉光弘を支援せずに、長峯の元公設秘書である松下新平を応援したため、公示日後に自民党宮崎県連から除名処分を受ける。2005年2月には、党本部からも離党勧告処分を受け、離党。
2007年7月の第21回参議院議員通常選挙に無所属で宮崎県選挙区より再出馬。松下の支持を受けるも落選した。自民党公認の小斉平も同時に落選している。